# Stenus dives
Stenus dives är en skalbaggsart som beskrevs av Thomas Casey. Stenus dives ingår i släktet Stenus och familjen kortvingar. Inga underarter finns listade i Catalogue of Life.